# Cobenzl (Adelsgeschlecht)

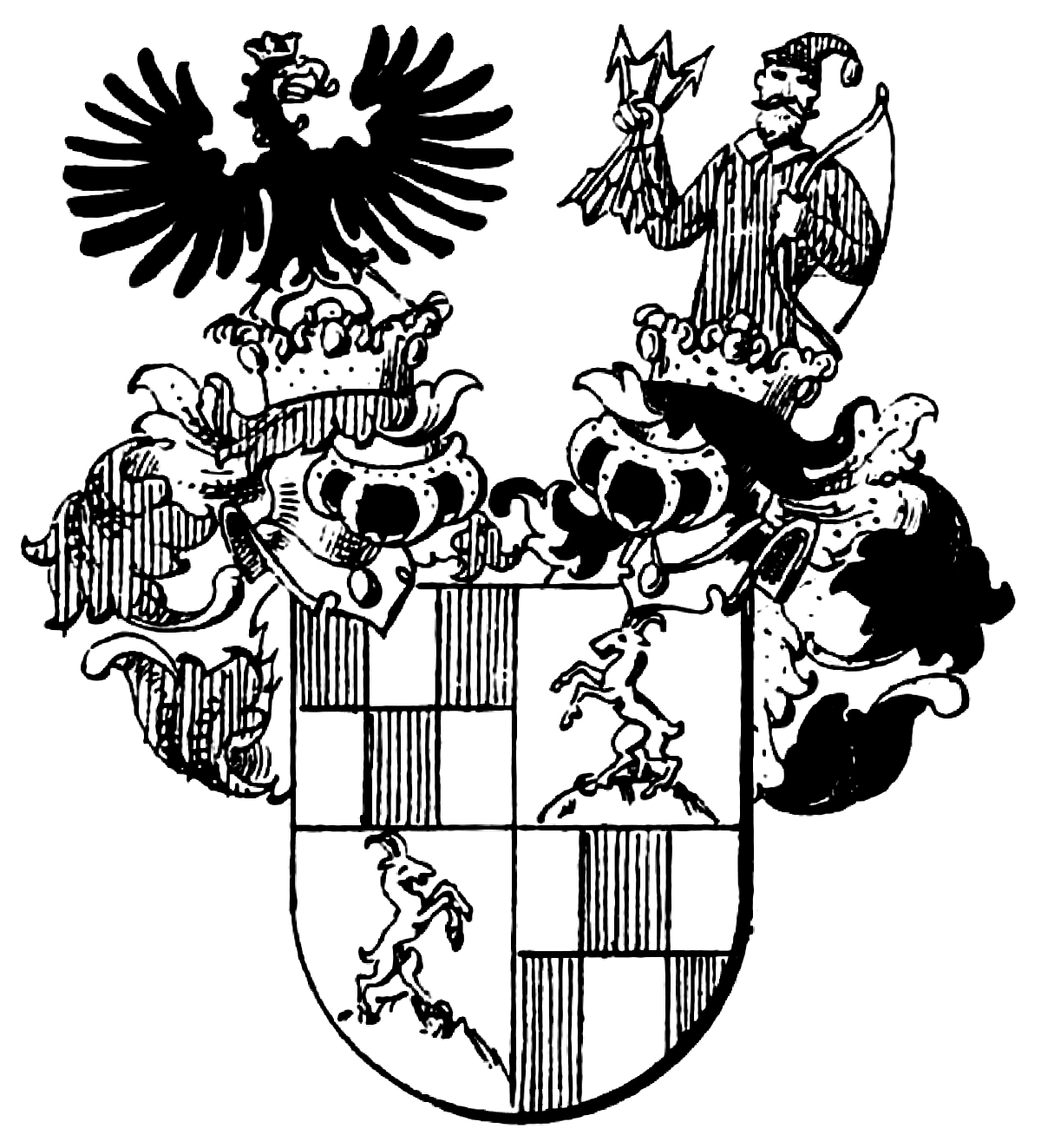
Stammwappen derer von Cobenzl

Die Cobenzl (auch Kobenzl, Cubencel, Cubencl, Cobentsl, Cobenzl etc., tschechisch: Kobenzlové) waren ein uradeliges Kärntner Geschlecht, welches dann in Krain und Görz und zuletzt in Böhmen ansässig war. 1588 wurde es in den Reichsfreiherrnstand als „Freiherrn zu Lueg, Mossau und Leittenburg“ und 1674 in den erbländisch-österreichischen und 1704 bzw. 1722 in den Reichsgrafenstand erhoben. Die Familie ist 1810 im Mannesstamm erloschen.

## Geschichte
1209 wird ein Ulrich Cubencel als Zeuge in einer Traditionsnotiz des Benediktinerstiftes St. Paul im Lavanttal genannt. Johann Cubentcel erscheint 1272 als Schiedsmann in einem Streit zwischen dem Kloster St. Paul und den von Scheldenhofen. Frizelinus Cobentsl empfing 1362 verschiedene Lehen von Friedrich III. Graf von Ortenburg, Landeshauptmann in Kärnten. Die Stammlinie beginnt mit Ritter Ulrich I. Cobenzl um 1516. Der Aufstieg dieses Geschlechtes begann mit Johann Cobenzl, der zuerst in der Kanzlei des Bischofs von Laibach tätig war und dann immer höher aufstieg. Nach absolvierten Studien in Wien und Bologna wurde er 1558 Leiter der österreichischen Kanzlei in der kaiserlichen Reichskanzlei. Er war dann Botschafter, Minister bei Reichstagen, Landeshauptmann von Krain und hatte als Vertreter der Habsburger hohe Ämter im Deutschen Orden, zuletzt als Koadjutor der Ballei Österreich. Ferdinand I. bestätigte 1563 ihm und seinem Bruder Ulrich (I.) den Reichsadelstand, und am 16. Juli 1564 wurden die Brüder als Freiherren von Prossegg zu Lueg, Leÿtenburg und Mossau in den Herrenstand aufgenommen. Vom Kaiser erhielten sie die Feste Prossegg für sich und ihre Nachkommen als Lehen. Johann Kobenzl von Prossegg wurde am 30. August 1588 in Prag von Rudolf II. als Freiherr zu Lueg, Mossau und Leittenburg in den Reichsfreiherrnstand erhoben.

## Persönlichkeiten
- Johann Freiherr von Cobenzl zu Prossegg (um 1530–1594), Staatsmann und Diplomat, Innerösterreichischer Beamter, zuletzt Landeshauptmann der Krain, Landcomtur zu Laibach, dann zu Graz und Wiener Neustadt, Prior des Deutschen Ordens in Brixen. Johann verfasste einen zu seiner Zeit sehr erfolgreichen Reisebericht über Russland, der „Relatione delle cose di Moscovia“.
- Johann Philipp II. Graf Cobenzl (1635–1702), Landeshauptmann in Görz, dessen Sohn
- Johann Caspar II. Graf Cobenzl (1664–1742), Landeshauptmann in Görz und von Krain, dessen Sohn
- Johann Karl Philipp Graf Cobenzl (1712–1770), österreichischer Diplomat und Politiker, als bevollmächtigter Staatsminister in den Österreichischen Niederlanden Gründer der Literarischen Gesellschaft, der heutigen Königlichen Akademie der Wissenschaften und Schönen Künste von Belgien
- Philipp von Cobenzl (1741–1810), österreichischer Diplomat und Politiker
- Johann Ludwig Carl Graf Cobenzl (1744–1792), Dompropst in Eichstätt, Mitglied des Illuminaten-Ordens
- Johann Ludwig Joseph Graf Cobenzl (1753–1809), österreichischer Staatsmann

## Standeserhöhungen
Die Cobenzl waren ein uradeliges Kärntner Geschlecht, erste urkundliche Nennung 1209.
- Reichsadelsbestätigung, 1563 für die Brüder Johann (Hans) und Ulrich Kobenzl
- Reichsfreiherrenstand als Freiherr zu Lueg, Mossau und Leittenburg,  Prag 30. August 1588 für Johann Kobenzl von Prossegg
- Erbländisch-österreichischer Grafenstand, Wien 12. September 1674 für die Brüder Johann Philipp (II.) und Jakob Ludwig Cobenzl von Prossegg
- Reichsgrafenstand, Wien 22. Jänner 1704 bzw. 10. Dezember 1722 für die Brüder Johann Kaspar (II.), Leopold Ferdinand und Ludwig Gundaccar Grafen von Cobenzl
- Böhmisches Inkolat im Herrenstande 6. April 1775

## Sitze und Güter
- Prossegg, Prossegk: nach der Veste Prossegg (auch alter Name Turn Prosseck), heute Castello di Moncolano in Prosecco, ein Stadtteil von Triest[4]
- Lueg: heute Höhlenburg Predjama Burg Lueg an der Porkh

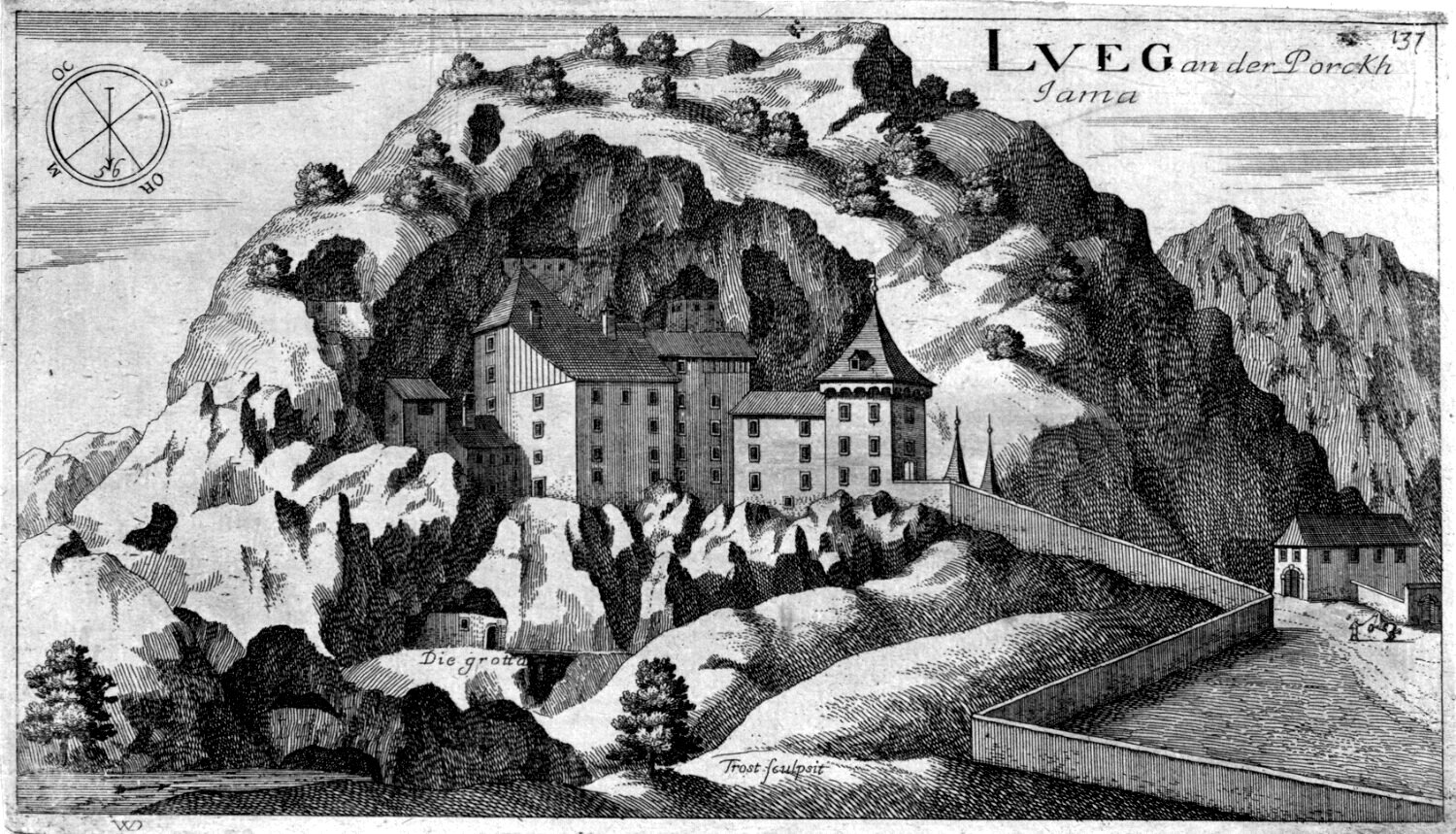
Burg Lueg an der Porkh

- Leittenburg (Lejtenburg, Losh) in der Krain, heute Slowenien.[5][6] nahe bei Wippach (heute Vipava)
- Mossau, heute Mossa

## Wappen
- Das Stammwappen ist geviert und zeigt in 1 und 4 je sechs Felder zu Rot und Silber geschacht, 2 und 3 in Silber auf grünem Berg eine steigende natürliche Gämse. Auf dem gekrönten rechten Helm mit rot silbernen Decken ein gekrönter schwarzer Adler, der gekrönte linke Helm mit schwarz-goldenen Decken, darauf ein wachsender rot gekleideter Mann mit silbernem Kragen, Binde und Aufschlägen, seinen Kopf mit einer roten, weiß umgeschlagenen Mütze bedeckt, an deren herabhängendem Zipfel eine goldene Quaste, in der rechten Hand drei Pfeile emporhaltend, mit der linken einen Bogen umspannend.
- 1722: Unter rotem Schildeshaupt, darin ein von zwei goldenen Monogrammen "C VI" (Kaiser Karl VI.) beseiteter goldener Deckelbecher mit rechts einem goldenen Reichsapfel und links einem auffliegenden goldenen Vogel, geviert und belegt mit geviertem Herzschild - a) und d) in Silber drei schwarze Schräg(rechts)balken, b) und c) rot ohne Bild - 1 und 4 in Gold ein gekrönter schwarzer Adler; 2 und 3 gespalten, rechts Rot und Silber zu sechs Feldern geschacht, links in Silber auf grünem Berg eine natürliche Gämse.

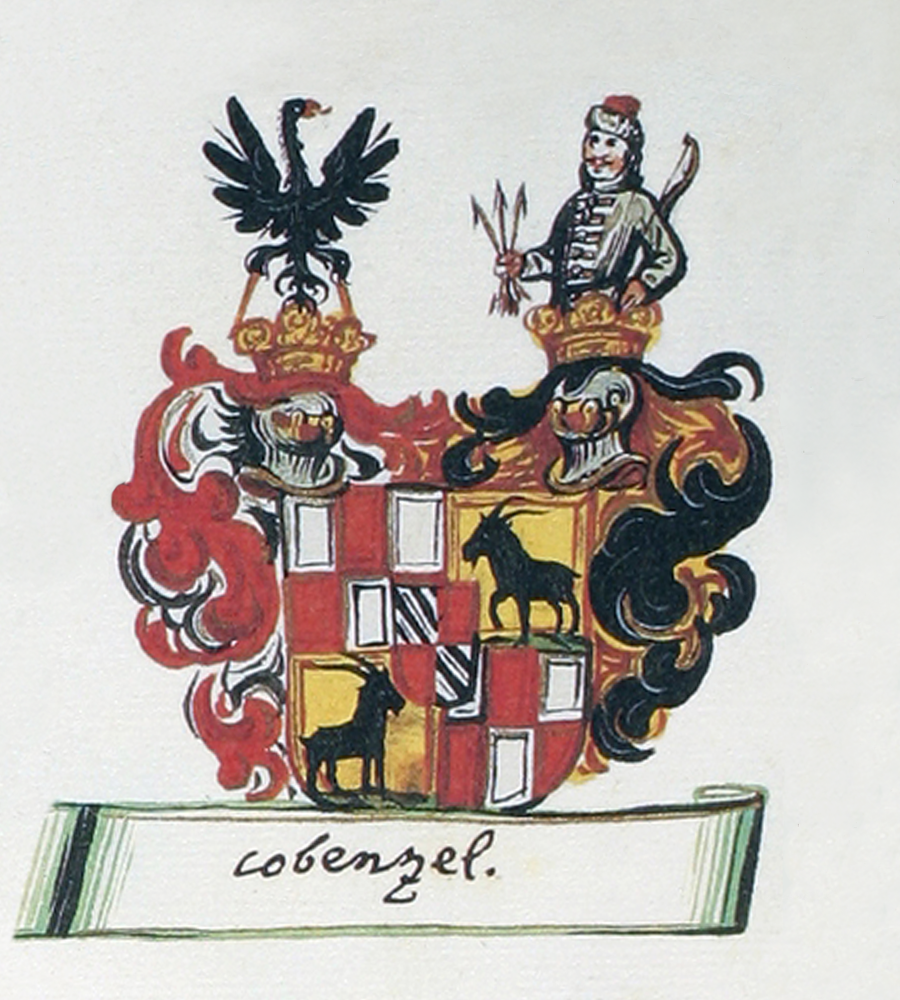
Wappen der Freiherrn von Cobenzl
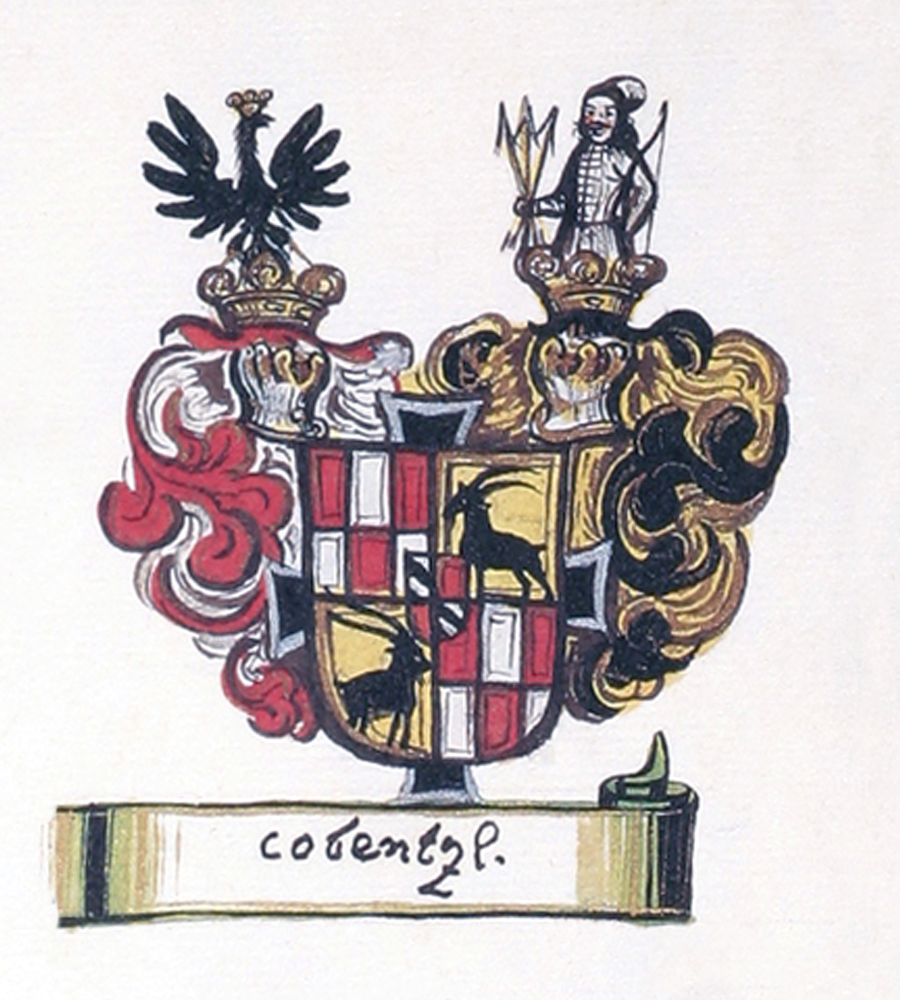
Wappen des Frhr. Johann von Cobenzl, als Komtur des Deutschen Ordens (in Laibach)
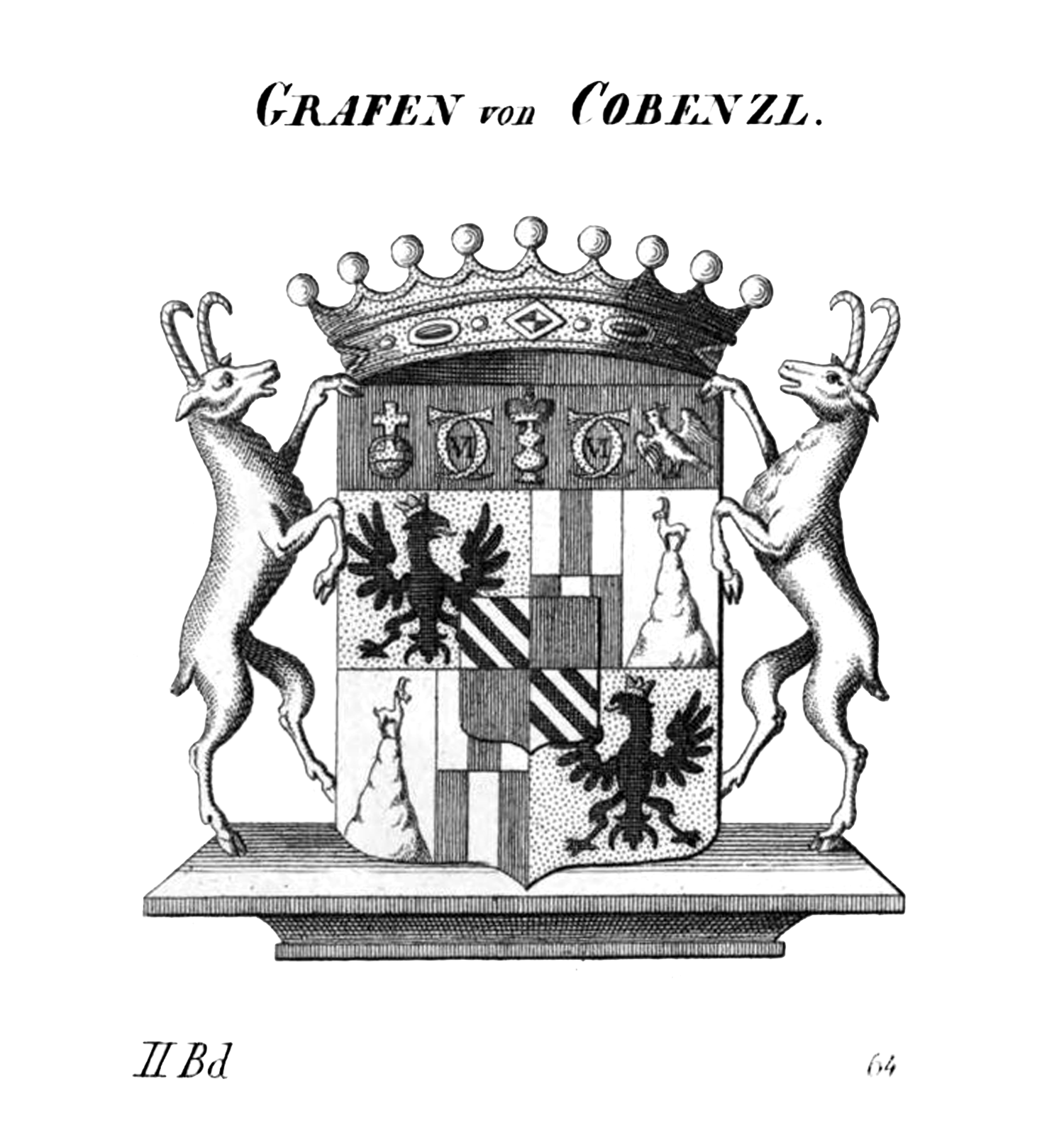
Wappen der Grafen von Cobenzl
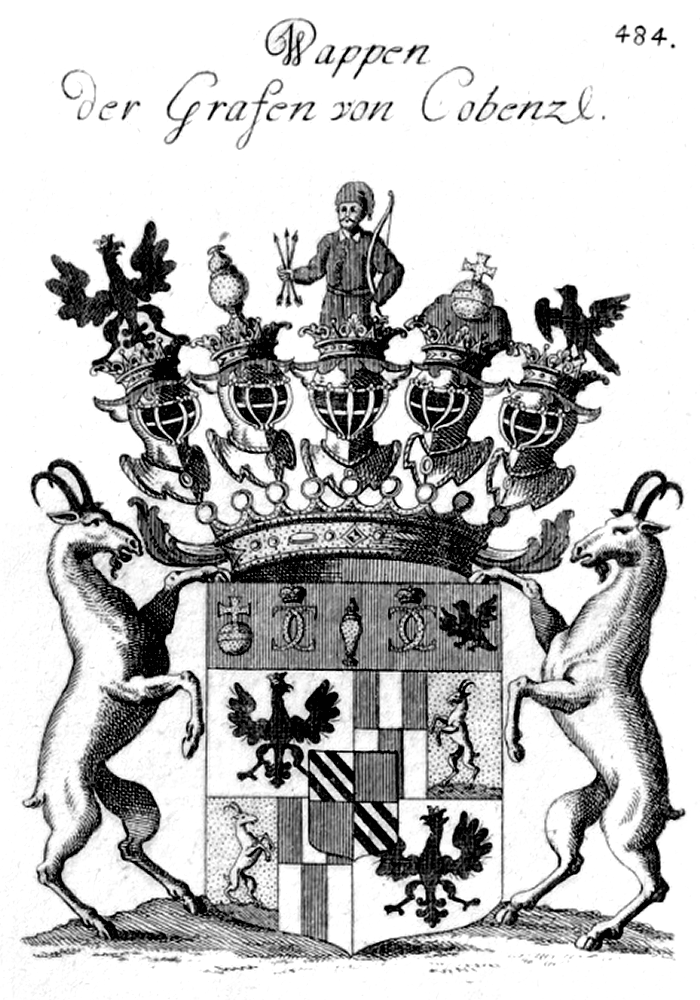
Wappen der Grafen von Cobenzl (mit Schildhaltern)

## Stammliste der Cobenzl
Stammliste nach Wißgrill, ergänzt aus Varrentrapp und geneanet (Angaben mit „  “ gekennzeichnet, E1. bedeutet, dass alle Angaben zur Person von geneanet stammen)

### Ältester Stamm
A1. Ulrich I. Cobenzl (gen. 1516), Ritter, 1508 Kommandant der Stadt Štanjel, ⚭ Katharina von Mordax
B1. (Johannes) Kaspar Cobenzl zu Prossegg († 15. April 1578 in Laibach) ⚭ Lucretia von Dornberg (wohl Trnovska vas), mehrere Nachkommen, Linie erlosch aber
B2. Christoph Cobenzl zu Prossegg (* 1486 in Vipacco?) ⚭ Anna Burggräfin von Lueg (heute Höhlenburg Predjama) (* um 1500), To. v. Erasmus V. Burggraf (* um 1470). Die Söhne wurden von Kaiser Ferdinand I. am 16. Juli 1564 als Freiherren von Prossegg zu Lueg, Leitenburg und Mossau in den Herrenstand aufgenommen
C1. Ullrich II. Cobenzl Frhr zu Prossegg ⚭ Johanna Zengraf
D1. Johann Philipp I. (* um 1565), Freiherr von Cobenzl zu Prossegg, Lueg, Mossau, Leutenburg etc., 1607 Innerösterr. Hofkammerrat in Graz, seit 1611 Vizedom in Krain, 1621 Landesverwalter zu Görz, ⚭ Anna von Edling (* um 1565), To. v. Jakob Herr von Edling, Landesverweser in Krain, und Margaretha Magdalena von Moßkon, nach „etlichen sehr jung verstorbenen Kindern“
E1. Kaspar (* 29. Oktober 1599 in Görz, St. Hilarii), früh gestorben
E2. Ulrich
E3. Johann Caspar I. (* 20. Juni 1610), Freiherr von Cobenzl zu Prossegg, Lueg, Herr zu St. Daniel etc., Landrat in Krain, 1637 Deutsch-Ordenskomtur und außerordentlicher Kämmerer Ferdinand II. ⚭ Anna Katharina Gräfin von Lanthieri (* 1640), To. v. Johann Kaspar I. Graf von Lanthieri zu Paradico und Reiffenberg, und Lucretia Herrin von Edling, Witwe des Valerio Barbo
F1. Anna Katharina (* um 1630, † 1693 in Reifnitz (Ribnica)), ⚭ I. 28. Juni 1650 in Stanjel, Johann Ulrich Graf von Petazzi (* um 1620), keine Kinder, ⚭ II. Georg Andreas Achaz Triller, seit 1653? Frhr von Trilleck zu Reiffniz (* um 1605, † 7. Oktober 1667), -> Verwandte von Johann Weichard von Valvasor
F2. Johann Philipp II. (* 10. September 1635, † 1702), seit 1674 erbländ.-österr. Graf von Cobenzl, Freiherr zu Prossegg, Lueg etc., oberster Erbtruchsess in Görz, kaiserl. geh. Rat und Kämmerer, Hauptmann zu Triest, Landeshauptmann in Görz, mit seinem Bruder von Leopold I. am 18. März 1675 in den Reichsgrafenstand erhoben, ⚭ 15. Mai 1661 in Gabrje Johanna (Zanina) von Lanthieri (* um 1640, † 28. Juli 1678), To. v. Franz Graf von Lanthieri zu Wippach und Cassandra Gräfin von Rabatta, Sternkreuz-Ordens-Dame.
G1. Franz Ludwig (* 1663), starb als Kind
G2. Johann Caspar II. (* 30. Mai 1664, † 30. April 1742 in Wien) Graf von Cobenzl, seit 1704/1722 Reichsgraf, Freiherr zu Prossegg, Lueg, Leutenburg und Mossau etc., Erbmundschenk in Krain und der Windischen Mark, Erbtruchsess und Erbfalkenmeister in Görz, Ritter des Goldenen Vlieses, Kaiser Karl VI. Hofmarschall und Oberstkämmerer, Landeshauptmann in Görz und in Krain. ⚭ I 1696 Juliana Perpetua Gräfin von Bucelleni († 2. Oktober 1706), To. v. Julius Friedrich Graf von Bucelleni zu Sava, kais. geh. Rat und Obersthofkanzler, und Anna Margaretha Freiin von Stozzing, ⚭ II 15. Juni 1708 Carolina (Carlotta) Sophia Gräfin von Rindsmaul (* 26. Mai 1682, † 4. Dezember 1756), Sternkreuzordens-Dame, To. v. Wolfgang Albrecht Graf von Rindsmaul und Maria Katharina Freiin von Neudegg,
H1. [I] Maria Carolina (* 1697, † 1706)
H2. [I] Margaretha Anna (* 1698, † 25. Mai 1730), Sternkreuz-Ordens-Dame, ⚭ I 1716 Weickard Leopold Graf Ursin von Blagay, ⚭ II 10./16. Januar 1727 Ludwig Duca di Riperda
H3. [I] Maria Ernestina (* 1699) starb als Kind
H4. [I] Leopold Karl (* 1700, † 1721) unverheiratet
H5. [I] Maria Katharina (* 1701) starb in der Jugend
H6. [I] Maria Elisabetha (* 1702, † 1739) ⚭ Johann Jakob Graf und Herr von Edling († 1774)
H7. [I] Julius (* 1702), ihr Zwillingsbruder starb bald nach der Geburt
H8. [I] Cassandra (* 1703, † 1788) ⚭ Johann Karl Graf Coronini, k. k. Kämmerer
H9. [I] Amalia Barbara (* 17. Dezember 1704), Klosterfrau des St. Ursula-Kloster in Laibach
H10. [I] Franziska Gabriele (* 25. September 1706, † 5. Februar 1707)
H11. [II] Joseph Leopold (* 1. Juni 1709) starb als Kind
H12. [II] Maria Anna (* 1701, † 1718)
H13. [II] Johann Karl Philipp (* 21. Juli 1712 in Laibach, † 27. Januar 1770 in Brüssel) siehe Linie nach Johann Karl Philipp
H14. [II] Johann Philipp Albert (* 1714, † 6. April 1717) starb als schon angenommener Malteserritter [mit 3 Jahren!!]
H15. [II] Guidobald Hilarius Anton Michael (* 13. Januar 1716, † 12. Oktober 1797) Linie nach Guidobald
H16. [II] Maria Theresia (* 28. Februar 1719, † November 1791) Sternkreuz-Ordens-Dame, ⚭ 26. April 1743 Johann Christoph Graf Stürgkh († 1764), k. k. Kämmerer
H17. [II] Franz Xaver (* 15. April 1726, † 1726)
G3. Franz Xaver Anton (* 1665), starb in der Jugend
G4. Katharina Cassandra (* 21. November 1666), Klosterfrau und Äbtissin des Klarisserinnenklosters in Görz
G5. Anna (* 5. Februar 1668), ebenfalls Klarisserin in Görz
G6. Elisabeth (Theresia) (* 29. Dezember 1669), Klosterfrau des St. Ursula-Kloster in Görz
G7. Katharina (* 30. August 1670), starb als Novizin des Klarisserinnenklosters in Görz
G8. Claudia (* 1674) und ihr Zwillingsbruder
G9. Leopold Ferdinand (* 1674, † 1722), seit 1704/1722 Reichsgraf, Domherr zu Augsburg, Dompropst zu Laibach
G10. Ludwig Gundacker Anton (* 5. Oktober 1678, † 12. Oktober 1745), seit 1704/1722 Reichsgraf, kaiserl. Kämmerer, ⚭ I 24. Februar 1702 in Šempeter pri Gorici Anna Katharina Gräfin von Trilleck (* 26. Januar 1688 in Reifnitz, † 17. Februar 1724), To. v. Georg Andreas Triller (1663–1701) und Susanna Juliana Felicitas Gallenberg (1663–1697), ⚭ II 23. Januar 1732 Johanna Apolonia Gräfin Coronini von Cronberg (* 11. Februar 1710 in Görz, † 6. Oktober 1796 ebendort) To. v. Johann Anton Graf Coronini (* um 1665) und Thaddeia Elisabeth Lanthieri (* 26. April 1671)
H1. [I] Johanna Anna (* 1707, † 14. Juni 1746), ⚭ 30. April 1724 Franz Bernhard Graf von Lamberg zu Stein und Guttenberg in Krain (* um 1700)
F3. Ludwig Jakob (* nach 1636, † nach 1674), seit 1674 erbländ.-österr. Graf, starb ohne Nachkommen
D2. Kaspar, wahrscheinlich in der Jugend verstorben
D3. Johann Raphael (* 1572, † 1627), Priester im Jesuitenorden, 1622 Rektor des Jesuitenkollegiums in Graz, seit 1625 erster Probst und Oberer des Professhauses in Wien
C2. Johann Cobenzl zu Prossegg (* um 1530 in Štanjel, † 1594 (1598?) in Regensburg), seit 1564 Freiherr, seit 1588 Reichsfreiherr, Diplomat im Dienste Habsburgs, Landeshauptmann in Krain, Inhaber hoher Ämter des Deutschen Ordens zuletzt und Koadjutor der Ballei Österreich, Reiseschriftsteller.

### Linie nach Johann Karl Philipp
Johann Karl Philipp (* 21. Juli 1712 in Laibach, † 27. Januar 1770 in Brüssel) Reichsgraf von Cobenzl, Freiherr zu Prossegg, Lueg, Leutenburg etc., oberster Erbmundschenk in Krain und der Windischen Mark, oberster Erbtruchsess und Erbfalkenmeister in Görz, Ritter des Goldenen Vlieses, Großkreuz-Ritter des Königlich-Ungarischen Sankt Stephans-Orden, k. k. wirkl. geh. Rat, Kämmerer, Staatsminister in den österreichischen Niederlanden, ⚭ 24. November 1734 Maria Theresia Gräfin Pálffy (* 2. Oktober 1719, † 25. Dezember 1771 in Brüssel), To. v. Paul Karl Graf Pálffy von Erdőd und Margaretha Herrin von Stubenberg,
A1. Johanna Maria Anna (* 1735, † 1736)
A2. Maria Eleonora (* 1736, † 1776), Sternkreuz-Ordens-Dame, zuerst k. k. Stiftsdame in Prag, ⚭ 23. April 1758 in Flandern François III. Maximilien de la Woestyne, 3. Markgraf von Becelaere (Franz Maximilian Marquis de la Woestyne, Seigneur de Becelaere), mit Guillotine enthauptet.
A3. Maria Theresia (* 16. März 1739, † 1779) ⚭ 16. Dezember 1759 Philipp Joseph Graf von Sart (Philippe Roger Joseph de Varick, † 6. April 1784 in Brüssel), Baron de Baulai, k. k. Kämmerer, oberster Hofküchenmeister von Erzherzog Karl von Lothringen
A4. Franz Joseph (* 1740, † 1741)
A5. Josepha (* 16. März 1741, † 1741)
A6. Johann Karl (* 14. Juli 1742, † 6. Dezember 1751)
A7. Johann Ludwig Joseph (* 21. November 1753 in Brüssel, † 22. Februar 1809 in Wien) ⚭ 17. Juni 1774 Maria Theresia Johanna Gräfin de Monte l’Abbate (* 7. Januar 1755, † 17. Juni 1774), To. v. Leonhard de la Rovere, Graf de Monte l’Abbate und Maria Amalia Gräfin von Rottal
B1. Franz Karl (* 1776, † 14. November 1778)
B2. Maria Theresia
B3. Maria Amalia
B4. Karl Ludwig
A8. Maria Charlotta Josepha (* 12. Dezember 1755, † nach 1778) zuerst k. k. Stiftsdame in Mons, ⚭ 12. Juli 1778 Karl Graf de Thiennes (* 1. Dezember 1758, † nach 1778), Baron de Rhombeck (Rombeke, Belgien), k. k. Kämmerer
A9. Franz Karl (* 4. Oktober 1758) Domherr zu Olmütz und Dornik in den Niederlanden
A10. Maria Josepha (* 14. September 1759) starb in der Jugend

### Linie nach Guidobald
Guidobald Hilarius Anton Michael Graf von Cobenzl (* 13. Januar 1716, † 12. Oktober 1797) k. k. Kämmerer, Landrechts-Beisitzer in Laibach, oberster Erbmundschenk in Krain, oberster Erbtruchsess und Erbfalkenmeister in Görz, ⚭ 1739 Maria Anna Benigna Gräfin von Montrichier (* 29. Juli 1720, † 1793) Sternkreuz-Ordens-Dame, To. v. Karl Joseph Anton Graf von Montrichier, k. k. Kämmerer, und Maria Anna Josepha Gräfin von Lodron
A1. Johann Philipp Anton Maria (* 28. Mai 1741 in Laibach, † 30. August 1810 in Wien) Ritter des Goldenen Vlieses und des königl. ungar. St. Stephansorden-Großkreuzes, k. k. wirkl. geh. Rat, Kämmerer, Conferenzminister, Hofkanzler des Italien. Staatsdepartements, Präsident der k. k. Akademie der bildenden Künste in Wien, Vizestaatskanzler, 1779 k. k. bevollmächtigter Minister bei dem Friedenskongreß zu Teschen. Mit ihm erlosch das Geschlecht im Mannesstamm.
A2. Maria Karolina Barbara (* 10. August 1742)
A3. Johann Ludwig Carl (* 9. Februar 1744 oder 21. November 1743 Laibach, † 31. März 1792 in Eichstätt) Dompropst zu Eichstätt, vorher Domherr zu Lüttich
A4. Maria Theresia (* 1747, † 1773) ⚭ Franz Karl Graf von Lanthieri de Paradico, k. k. Kämmerer
A5. Maria Benigna (* 1749) war Clarisserin zu Görz
A6. Johanna (* 1752, † 1791) Stiftsdame zu Andenne in den österr. Niederlanden